# Convergenza linguistica
La convergenza linguistica è un tipo di mutamento indotto dal contatto tra lingue diverse nel quale le lingue con molti parlanti bilingue prendono a prestito reciprocamente caratteristiche morfologiche e sintattiche, rendendo molto simile la rispettiva tipologia.
Un esempio attuale di tale fenomeno si ha a Malta, dove quasi tutta la popolazione è bilingue in maltese ed inglese, e spesso mescola le due lingue nel discorso, che tendono influenzarsi a vicenda. Oltre a questo, il 66% della popolazione parla italiano, e anche questa lingua sta continuando ad influenzare il maltese.

## Elementi teorici
La nozione di convergenza ha due aspetti:
- glottogonico e
- strutturale e diacronico.

La convergenza glottogonica è l'emersione in varie lingue (imparentate e non) di proprietà strutturali comuni a seguito di un contatto linguistico sufficientemente lungo e intenso, nonché sulla base di una convergenza del substrato comune delle lingue convergenti, e perciò si distingue in:
- convergenza per contatto e
- convergenza del substrato. Inoltre, entrambi i tipi possono essere combinati.

La convergenza riguarda gli elementi di un sistema linguistico (ad es., il sistema fonologico o il vocabolario) o la lingua nel suo insieme. L'area di convergenza è chiamata zona convergente. Sulla sua base possono formarsi le cosiddette leghe linguistiche. La nozione di convergenza glottogonica si applica anche alla convergenza dei dialetti di una lingua, che può presentarsi come koinè.
La convergenza strutturale e diacronica è il processo storico che conduce ad una diminuzione della diversità nel sistema linguistico come risultato della scomparsa di alcune differenze variabili o invariabili, ad esempio, la coincidenza di due o più fonemi. La convergenza strutturale e diacronica è la fonte del cambiamento delle condizioni positive di realizzazione di un'unità linguistica. La nozione di convergenza in questo senso fu sviluppata nella teoria della fonologia diacronica — Y. Polivanov (1928), e - in altri termini - R. О. Jakobson (1930).
La convergenza fonologica consiste nella "defonologizzazione" di alcune distinzioni fonemiche, ossia nelle perdita una o più caratteristiche distintive di determinati fonemi convergenti. Il meccanismo della convergenza diacronica è in un certo senso simile al meccanismo della neutralizzazione sincronica, pertanto il risultato della convergenza è chiamato talvolta neutralizzazione paradigmatica. La convergenza si trova anche nel sistema grammaticale e ha, in linea di principio, lo stesso meccanismo essendo dovuta a fattori come l'equalizzazione, per analogia, l'eliminazione delle forme grammaticali omonime, ecc. Un esempio di convergenza grammaticale è la riduzione del sistema dei casi.
La nozione di convergenza in entrambi i significati prima descritti è strettamente legata al concetto opposto di divergenza linguistica.